# لوزرنر
لوزرنر (انگلیسی: Luzerner) شرکت خدمات مالی و بانکداری سوئیسی است، که در سال ۱۸۵۰ تأسیس شد.